# Imanol Erviti
Imanol Erviti Ollo (n. 15 de novembro de 1983, Pamplona) é um ciclista espanhol. Estreou como profissional em 2005 com a equipa Illes Balears, equipa no que segue na actualidade mas agora denominada Movistar Team.

## Trajectória
Os seus inícios no ciclismo até ao seu passo a amadores deu-os no clube ciclista Ermitagaña de Pamplona, ganhando muitas carreiras em cadetes e juvenis. Em juvenis, ganhou entre outras carreiras, uma etapa na volta Guipúzcoa e a geral da Volta a Pamplona. Seu passo a amadores deu-o na equipa Iberdrola que depois passaria a se chamar Bideki. Uma das vitórias mais importantes que obteve foi no ano 2004, onde ganhou uma etapa na volta a Navarra com chegada em Pamplona. A cercania da meta na Avenida de Bayona da sua casa permitiu-lhe conhecer o final onde surpreendeu os seus rivais obtendo uma bonita vitória ao sprint.
A 18 de setembro de 2008 obteve a vitória mais importante da sua carreira depois de ganhar na 18ª etapa da Volta a Espanha, com saída em Valladolid e final em Las Rozas (Madri). Resolveu uma fuga de 18 corredores entre os que se encontrava o campeão do mundo Paolo Bettini e outros ciclistas importantes como Juan Antonio Flecha ou o seu colega Chente García Acosta.
A 7 de setembro de 2010 repetiu triunfo na ronda espanhola, ao ganhar a décima etapa com saída em Tarragona e chegada em Villanueva y Geltrú adiantando em 37 segundos a um grupo de corredores que encabeçou o belga Romain Zingle.
A 3 de abril de 2016 conseguiu acabar sétimo no Tour de Flandres, um dos monumentos do ciclismo. Este resultado supôs o maior sucesso do Team Movistar na história desta carreira. Também, o ciclista navarro converteu-se no segundo espanhol em acabar no top 10 na história do monumento belga. À semana seguinte conseguiu terminar novamente entre os dez primeiros em outro dos monumentos, desta vez na Paris-Roubaix ocupando o nono lugar.

## Palmarés
2008
- 1 etapa da Volta a Espanha

2010
- 1 etapa da Volta a Espanha

2011
- Volta à Rioja

## Resultados em Grandes Voltas e Campeonatos do Mundo
Durante a sua carreira desportiva tem conseguido os seguintes postos nas Grandes Voltas e nos Campeonatos do Mundo em estrada:
| Carreira                  | 2005 | 2006 | 2007 | 2008 | 2009 | 2010 | 2011 | 2012 | 2013 | 2014 | 2015 | 2016 | 2017 | 2018 |
| ------------------------- | ---- | ---- | ---- | ---- | ---- | ---- | ---- | ---- | ---- | ---- | ---- | ---- | ---- | ---- |
| Giro d'Italia             | -    | 81º  | -    | -    | -    | -    | -    | -    | -    | -    | -    | -    | -    | -    |
| Tour de France            | -    | -    | -    | -    | -    | 77º  | 88º  | Ab.  | 118º | 81º  | 115º | 108º | 92º  | 77º  |
| Volta a Espanha           | -    | -    | 62º  | 99º  | 100º | 78º  | 126º | 132º | 102º | 63º  | 100º | 84º  | -    | 92º  |
| Mundial em Estrada        | -    | -    | -    | -    | -    | Ab.  | 92º  | -    | -    | 65º  | Ab.  | 33º  | 54º  | -    |
| Mundial de Contrarrelógio | -    | -    | -    | -    | -    | -    | -    | -    | -    | -    | -    | 37º  | -    | -    |

-: não participa

Ab.: abandono

## Equipas
- Illes Balears/Caisse d'Epargne/Movistar (2005-)
  - Illes Balears (2005-2006)
  - Caisse d'Epargne (2007-2010)
  - Movistar Team (2011-)